# Acacia abbatiana
Acacia abbatiana là một loài thực vật có hoa thuộc họ Đậu. Loài này được Leslie Pedley mô tả khoa học đầu tiên năm 1999.